# Asteroidbälte
Ett asteroidbälte är en samling asteroider, det vill säga himlakroppar som kretsar i en gemensam omloppsbana runt en stjärna, där ingen är tillräckligt dominerande i sin bana för att klassas som planet; se definition av planet. "Asteroidbältet" i bestämd form syftar på det bälte som finns mellan Mars och Jupiters omloppsbanor.
Runt stjärnan HD 69830 finns ett asteroidbälte som är extrasolärt.
Asteroidbälten bildar oftast en ring runt stjärnan, men det finns särskilda typer, såsom de trojanska asteroider som samlas i en planets lagrangepunkter.